# 黑矮星
黑矮星是假想中的恆星殘骸，是當一顆白矮星的溫度低到不再能發出可以被偵測到的光或熱的狀態。由於一顆白矮星要達到此種狀態所需要的時間遠高過當前已有137億年的宇宙年齡，因此在現今的宇宙中尚不可能有黑矮星的存在，而溫度最低的白矮星將會是宇宙年齡的一個觀測極限。
白矮星是由主序帶上中或低質量的恆星（質量上限在9或10倍太陽質量），在它擁有的溫度能使用的元素都在融合中耗盡或驅散之後的殘骸。一個高密度的電子簡併物質除了緩慢的熱輻射之外，最終將成為一顆黑矮星。如果真有黑矮星存在，它也很難被偵測到，因為依照定義，它們只有很少的輻射。一種理論認為可以利用重力的擾動來檢出。  
由於白矮星未來的演化還有物理學上的問題，像是暗物質的性質和質子衰變等的可能性和速率等，我們的理解依然很貧乏；也不知道需要多久的時間白矮星才會冷卻成黑暗無光的狀態, § IIIE, IVA.。巴罗和迪普勒估計需要1015（1000兆）年白矮星才能冷卻到5K；然而，如果大質量弱相互作用粒子存在，可能會因為粒子的這種作用，使白矮星變得更溫暖，而需要大約1025（10秭）年, § IIIE.。如果質子不穩定，白矮星會因為質子衰變而維持住溫度。理論上質子的生命期長達1037（10澗）年，Adams和Laughlin計算質子衰變會使一顆年老的、質量為太陽質的恆星的表面有效溫度升高大約0.06K。雖然很冷，但仍比未來1037（10澗）年後的宇宙背景輻射要高, §IVB.。
黑矮星這個名稱也曾被用在亞恆星天體，是指那些沒有足夠的質量維持氫燃燒的核融合的天体（大約0.08太陽質量以下）。這種天體目前通稱為棕矮星，這是在1970年代提出的名詞。同樣的，黑矮星也不能與黑洞或中子星混為一談。